# 이예나 (농구 선수)
이예나(2005년 10월 19일 ~ )는 대한민국의 농구 선수이다. 한국여자프로농구(WKBL) 용인 삼성생명 블루밍스 소속으로 포지션은 포워드이다.

## 경력
2023년 9월에 열린 2023-2024 WKBL 신입선수 선발회에서 1라운드 전체 4순위로 용인 삼성생명 블루밍스에 지명되었다.